# 茹安维尔勒蓬
茹安维尔勒蓬（法語：Joinville-le-Pont，法語發音：[ʒwɛ̃vil lə pɔ̃] ⓘ），法国中北部城市，法兰西岛大区马恩河谷省的一个市镇，隶属于马恩河畔诺让区，其市镇面积为2.31平方公里，2022年1月1日时人口数量为20,784人，在法国城市中排名第468位。
茹安维尔勒蓬位于马恩河谷省北部，马恩河一处曲流的内侧颈部，是巴黎东部近郊的一个卫星城，可通过法兰西岛大区快铁A线连接巴黎市区。

## 地名来源
“Joinville-le-Pont”自1831年起成为当地的官方名称，其中“Joinville”一名出自法兰西国王路易-菲利普的第三个儿子茹安维尔亲王弗朗索瓦·德·奥尔良；“-le-Pont”则可能与当地的一处桥梁有关。

## 历史

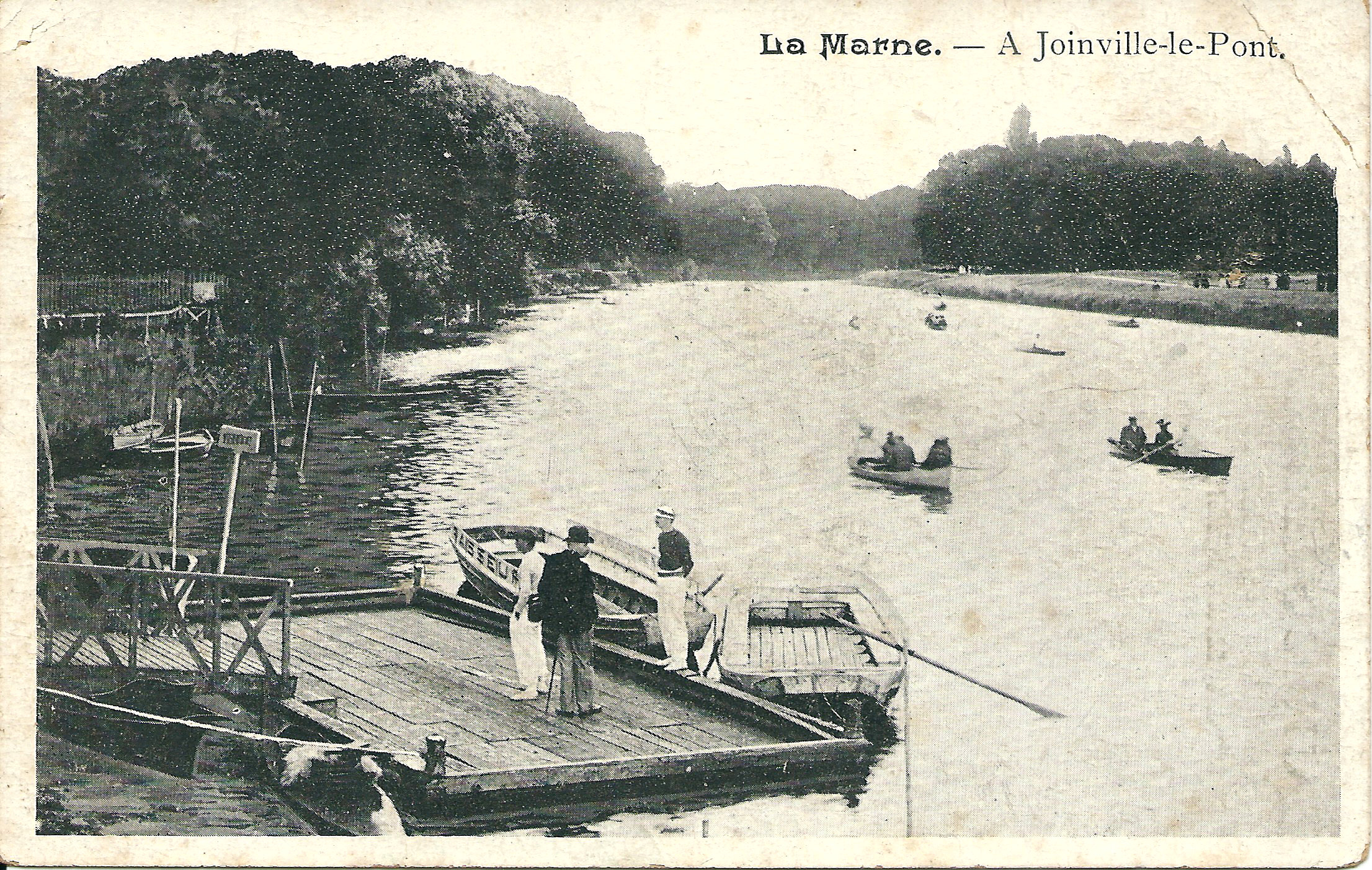
19世纪末的茹安维尔勒蓬码头

茹安维尔勒蓬的早期历史尚不清楚。根据当地官方网站的论述，茹安维尔勒蓬最初于公元1259年被记载，当时该地为一处普通农业村落，被称为“Pont des Fossés”，后又更名为“Pont de Saint-Maur”。
最早的奥兰桥（Pont Olin）可上溯到1205年。1790年，该地脱离圣莫尔（今圣莫代福塞）成为一个独立的市镇，名为“La Branche-du-Pont-de-Saint-Maur”（意为“圣莫尔桥的分支”）。为了纪念法王路易-菲利普的第三个儿子茹安维尔亲王弗朗索瓦·德·奥尔良（François d'Orléans, prince de Joinville），该市镇更名为“茹安维尔勒蓬”，其中的“勒蓬”（-le-Pont，意为“桥”）后缀是为了避免与上马恩省的茹安维尔混淆。1831年8月19日的皇家法令批准了这一名称变更。
茹安维尔勒蓬最初横跨马恩河的石质桥梁修建于1716至1718年间，后得到扩建成为茹安维尔桥。途径茹安维尔勒蓬的巴黎—布里地区马尔勒铁路于1859年9月22日建成通车。20世纪初，茹安维尔勒蓬境内出现了多处工业生产部门。二战后，得益于巴黎的城市扩张及通勤列车的开行，茹安维尔勒蓬人口数量快速增加，当地兴建了多处居民社区。1968年，茹安维尔勒蓬被划入新成立的马恩河谷省。

## 地理

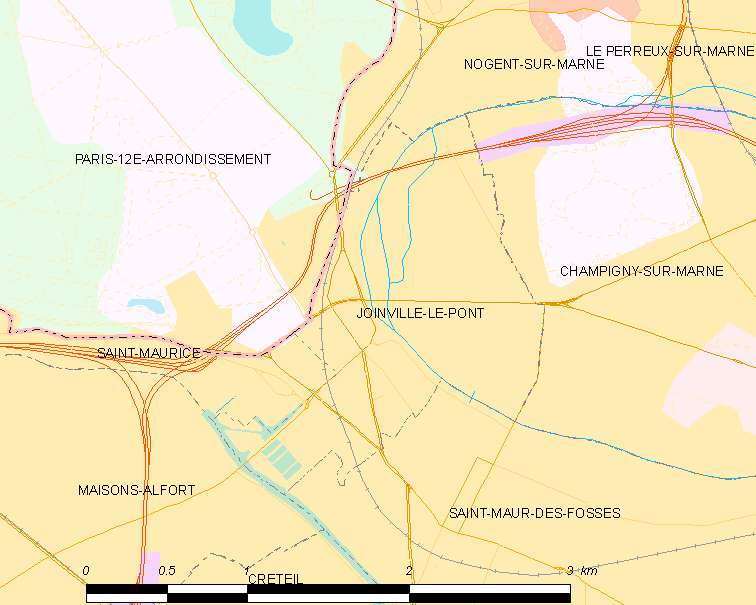
茹安维尔勒蓬市镇范围地图

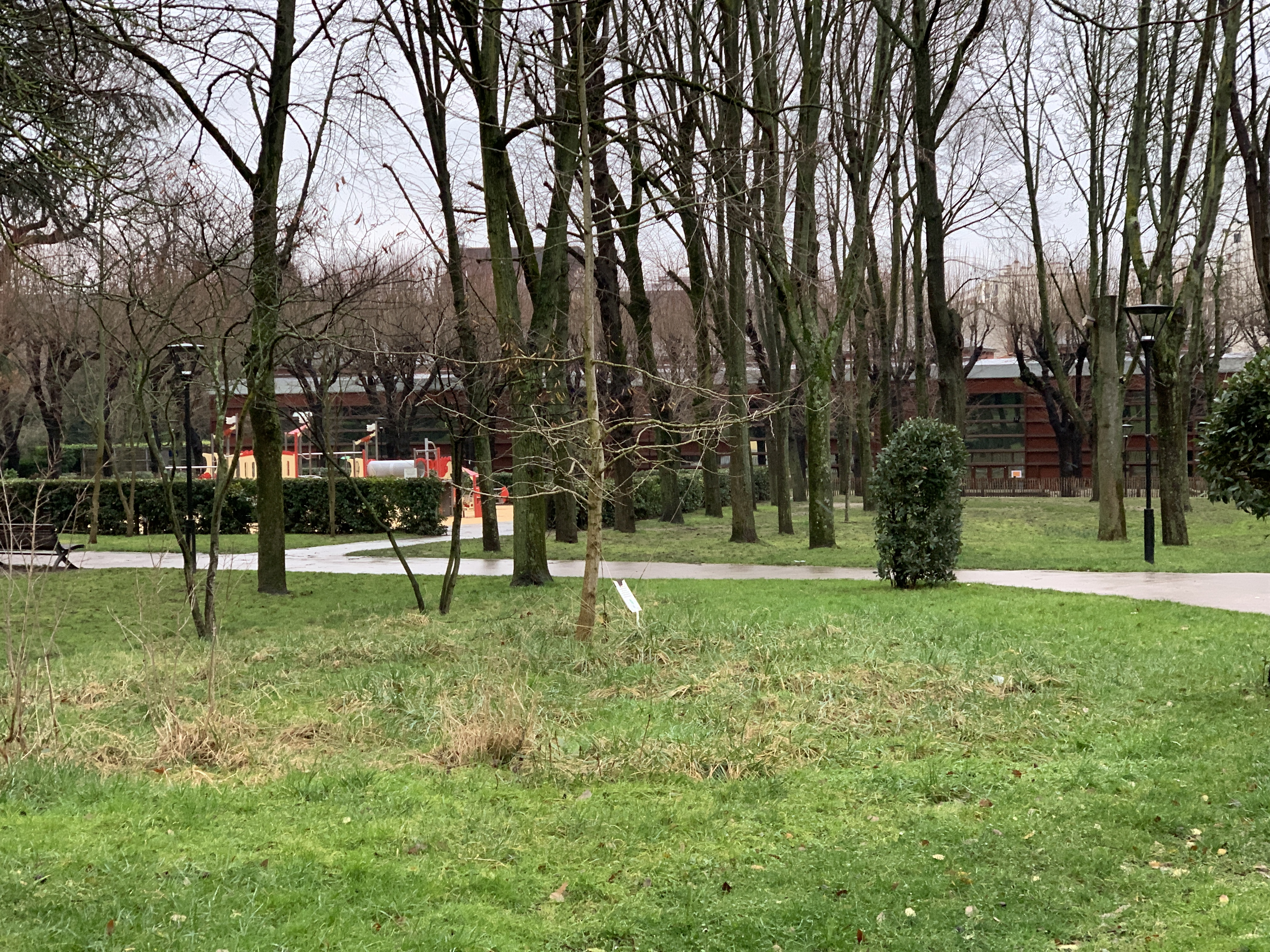
帕朗贡公园

茹安维尔勒蓬位于法国中北部，法兰西岛大区中部偏东和马恩河谷省中东部，距离省会克雷泰伊大约5公里。与茹安维尔勒蓬接壤的市镇包括：巴黎、马恩河畔诺让、马恩河畔尚皮尼、圣莫里斯、迈松阿尔福和圣莫代福塞。

### 地形
茹安维尔勒蓬位于巴黎盆地腹地，境内以平原为主，市镇中心地势较为平坦，靠近万塞讷森林的部分区域略有起伏，全境海拔在33到61米之间。

### 水文
马恩河自北向南流经茹安维尔勒蓬镇中心，流出市境后又绕了一大圈自东向西从茹安维尔勒蓬的西南部过境。马恩河中间的法纳克岛亦属于茹安维尔勒蓬的市镇管辖范围。

### 植被
茹安维尔勒蓬属于温带阔叶混交林区，其市区西侧与万塞讷森林接壤，后者是巴黎东部重要的城市森林，市区内的主要绿地公园包括帕朗贡公园（Parc Parangon）、雅克·希拉克公园（Parc Jacques Chirac）等，均常年免费向公众开放。
在鲜花城市的评比中，茹安维尔勒蓬被评为3星级鲜花城市。

### 气候
茹安维尔勒蓬在柯本气候分类法中属于温带海洋性气候（Cfb）。

## 行政区划
茹安维尔勒蓬的市镇编号为94042，邮政编号为94340。
在行政管理方面，茹安维尔勒蓬隶属于法国法兰西岛大区马恩河谷省马恩河畔诺让区；在地方选举方面，茹安维尔勒蓬隶属于沙朗通勒蓬县，其市镇范围全境被划入马恩河谷省第八选区；在社会管理方面，茹安维尔勒蓬是大巴黎都会区的组成部分。
茹安维尔勒蓬市镇被划为七个街区，并实行街区自治制度。截至2024年6月，茹安维尔勒蓬市镇范围内暂无任何城市敏感街区及城市政策优先街区。
法国国家统计与经济研究所（简称）在进行数据统计时，将茹安维尔勒蓬及相邻的另外428个市镇设为巴黎城市核心区（2020年扩充至431个），并将包括核心区在内的周边共1,794个市镇划为巴黎城市区。自2020年起，巴黎城市区被包含1,949个市镇的巴黎城市辐射区代替。此外，还将茹安维尔勒蓬市镇分为了8个“块区”（IRIS），以便于统计人口分布情况。

## 交通

### 公路
A4高速公路从市区西北部及北部过境并在此跨越马恩河，马恩河谷省省道D3线、D4线、D23线、D86线和D282线在茹安维尔勒蓬境内交汇，当地大部分市区道路已完成城市化改造，配套建有人行道、照明、排水等设施。
2020年，64.1%的茹安维尔勒蓬家庭拥有至少一辆私人汽车。2021年，茹安维尔勒蓬境内共发生各类交通事故42起，造成48人受伤，其中4人重伤。
| 4 | 1.2 |

| 5 | 3.5 |

| 克雷泰伊 | 6.2 |

| 迈松阿尔福 | 3.5 |

| 巴黎 贝尔西门 | 6 |

| 圣莫里斯 | 3.6 |

| 马恩河畔诺让 | 4 |

| 马恩河畔尚皮尼 | 4 |

### 铁路

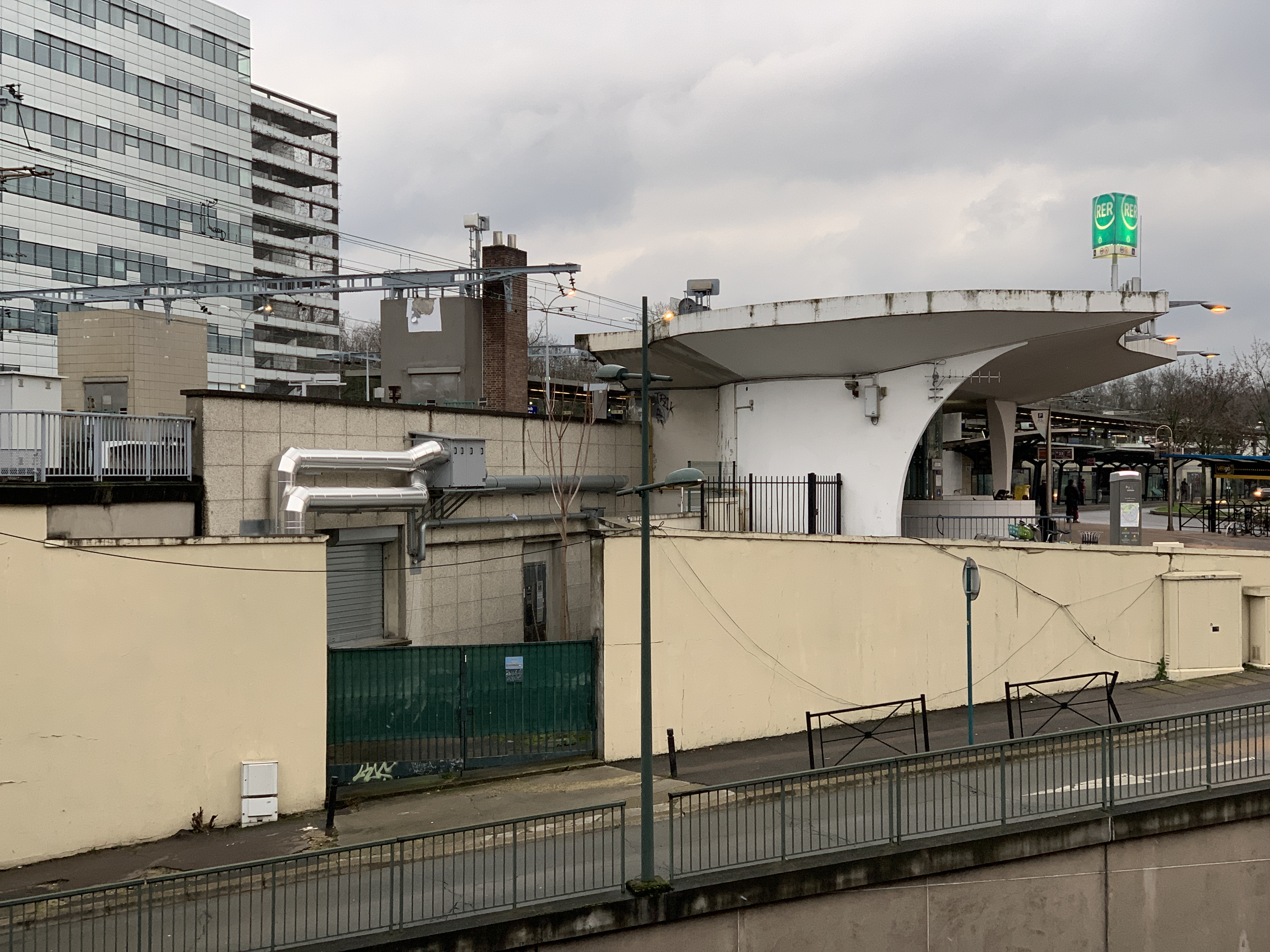
茹安维尔勒蓬快铁站

茹安维尔勒蓬位于巴黎—布里地区马尔勒铁路上。茹安维尔勒蓬站位于市区西部，停靠法兰西岛大区快铁A线（布瓦西圣莱热分支）。

### 航空
茹安维尔勒蓬距离巴黎-奥利机场和巴黎戴高乐机场的公路里程分别大约18公里和21公里。

### 城市公共交通
法兰西岛大区快铁A线和巴黎公交路网的多条公交线路经过茹安维尔勒蓬境内。
| 途经茹安维尔勒蓬境内的主要公共交通线路   | 途经茹安维尔勒蓬境内的主要公共交通线路 | 途经茹安维尔勒蓬境内的主要公共交通线路    | 途经茹安维尔勒蓬境内的主要公共交通线路  |
| 站点                                     | 类型                                   | 经纬度                                    | 主要停靠线路                            |
| ---------------------------------------- | -------------------------------------- | ----------------------------------------- | --------------------------------------- |
| 快铁茹安维尔勒蓬站 Joinville-le-Pont RER | 快铁站 公交首末车站                    | 48°49′15″N 2°27′50″E / 48.8209°N 2.4639°E | RATP 77 101 106 108 110 112 201 281 N33 |
| 共和国邻居 Voisin République             | 普通公交车站                           | 48°48′49″N 2°27′54″E / 48.8137°N 2.4651°E | RATP 111（自东向西）                    |
| 共和国邻居 Voisin République             | 普通公交车站                           | 48°48′46″N 2°27′57″E / 48.8128°N 2.4659°E | RATP 111（自西向东）                    |
| 凡尔登 Verdun                            | 普通公交车站                           | 48°49′12″N 2°28′27″E / 48.8201°N 2.4741°E | RATP 101 106 108 110 201                |
| 1. 2.                                    |                                        |                                           |                                         |

## 政治

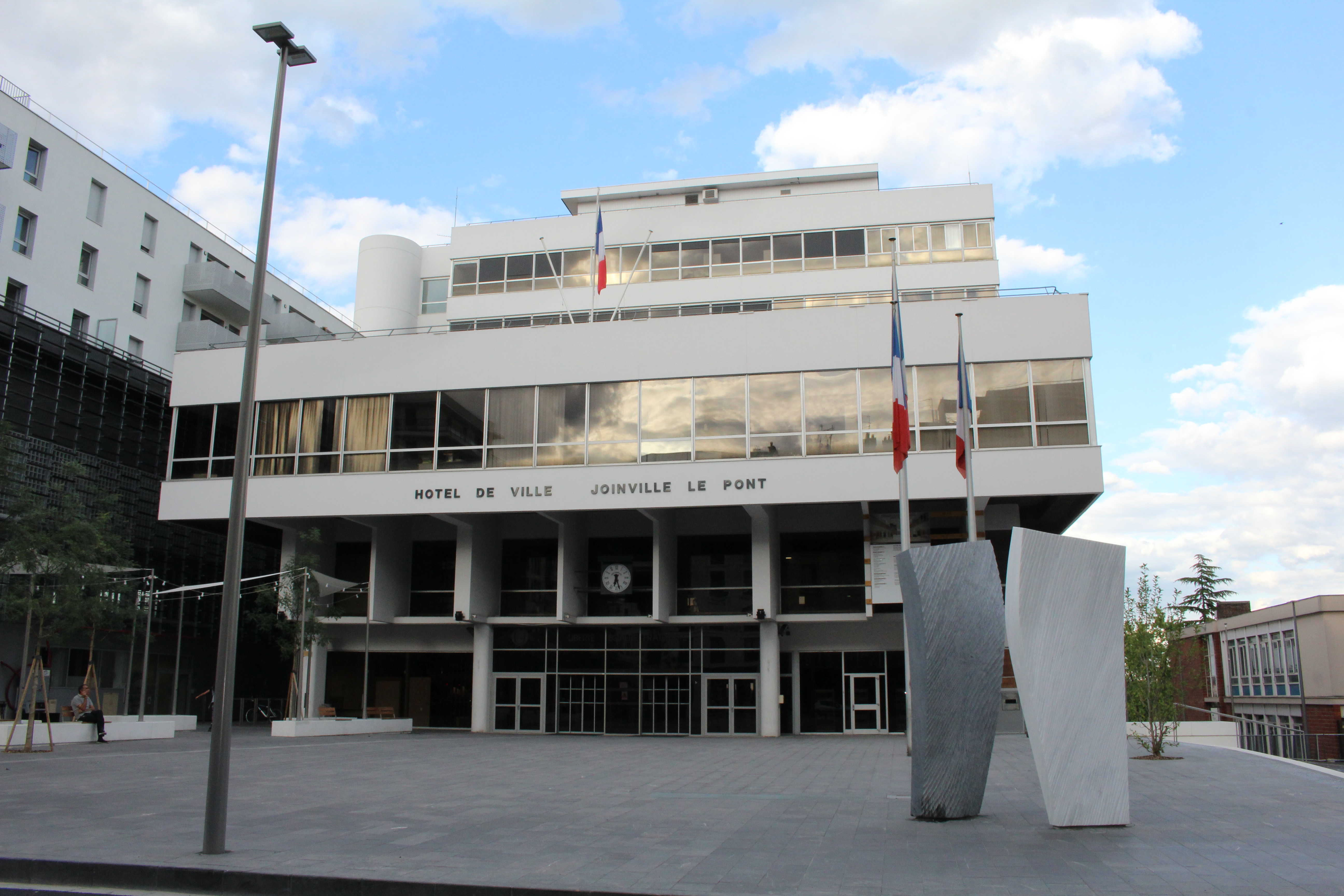
茹安维尔勒蓬市政厅

茹安维尔勒蓬的现任市长为奥利维耶·多纳先生，他是共和党的一名成员，在2020年的市政选举中获得了43.67%的支持率。
在2022年的法国总统大选的第二轮选举中，法国第25任总统埃马纽埃尔·马克龙在茹安维尔勒蓬获得了77.42%的支持率。

## 人口
2021年，茹安维尔勒蓬市镇人口数量为20,413，在法国排名第468位。其中男性9,284人，女性9,844人，75岁及以上人口占6.9%，外籍人口数量为2,436人，人口密度为8,875人/平方公里，当地居民被称为（男性）或（女性）。2022年，茹安维尔勒蓬境内出生222人，死亡人口143人。
| 茹安维尔勒蓬1901年－2021年人口变化情况 |
|                                        |
| 数据来源：Cassini、INSEE               |

## 经济

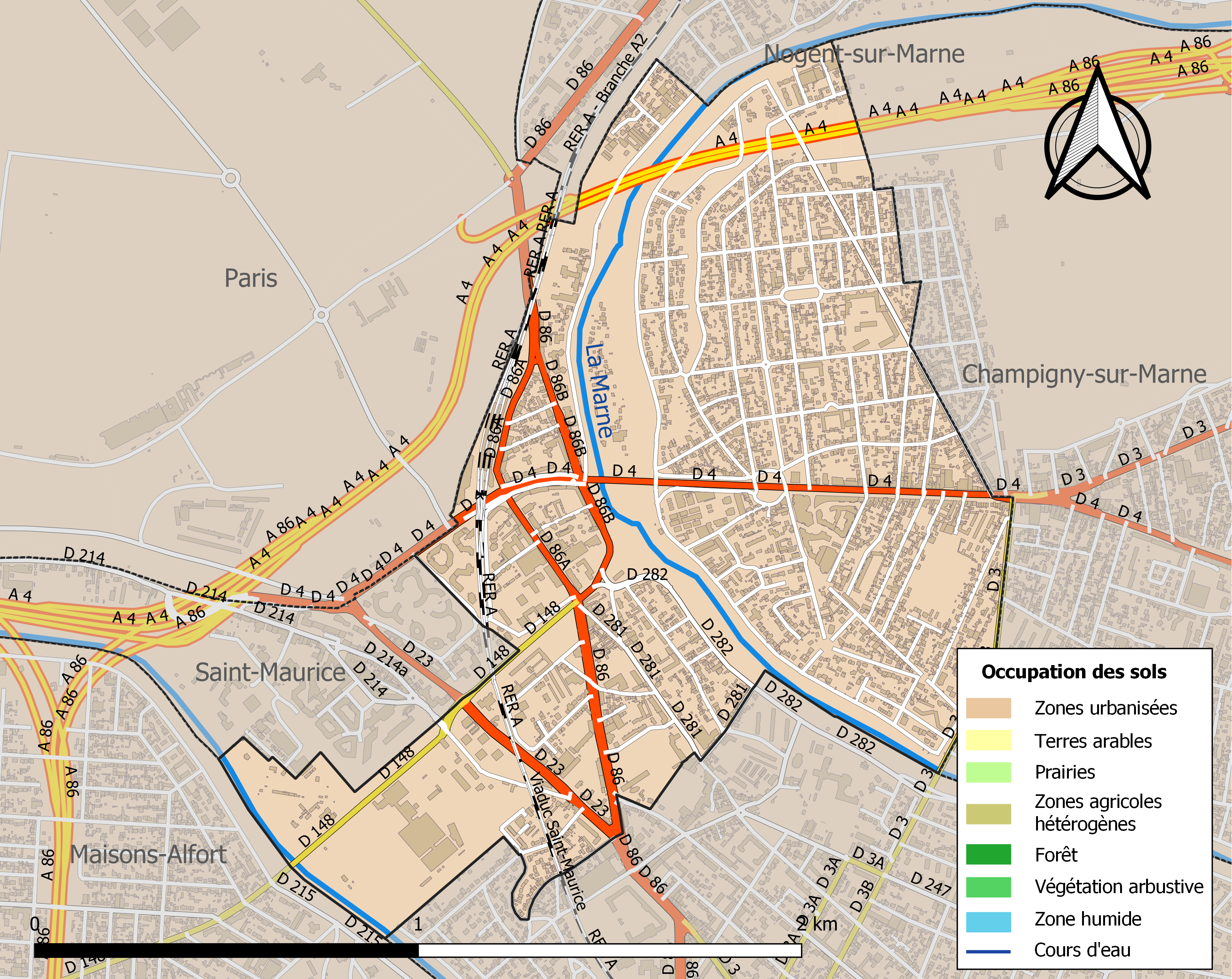
茹安维尔勒蓬土地利用情况地图

茹安维尔勒蓬是巴黎东部的一个近郊卫星城。截至2024年6月，茹安维尔勒蓬市镇范围内共有各类用人单位（包含自雇）3,690家，平均历史为13年，其中99.51%为中小型企业（PME），2024年4月至6月间，当地的经济活力指数为0。（房屋建设）、（数据储存）及（房屋中介）是当地2022年营业额最高的三个企业，分别为6,604,005欧元、3,218,452欧元和1,385,571欧元。

## 财政与居民收入
2022年，茹安维尔勒蓬的财政收入总额为39,606,600欧元，财政支出总额为32,871,000欧元，当年的债务总额为17,953,800欧元。2022年，茹安维尔勒蓬市镇通过增值税获得944,680欧元的收入，此外当地还共获得了18,910,200欧元的国家直接财政补助。
| 茹安维尔勒蓬居民收入情况                         | 茹安维尔勒蓬居民收入情况 | 茹安维尔勒蓬居民收入情况 | 茹安维尔勒蓬居民收入情况 |
| 内容                                             | 茹安维尔勒蓬             | 法国                     | 统计年份                 |
| ------------------------------------------------ | ------------------------ | ------------------------ | ------------------------ |
| 征税家庭总数                                     | 8,797                    | 1,081（法国市镇平均）    | 2022年                   |
| 居民平均月收入                                   | 3,468欧元                | 2,435欧元                | 2022年                   |
| 高级职员人均月收入                               | 4,700欧元                | 4,331欧元                | 2021年                   |
| 中级职员人均月收入                               | 2,781欧元                | 2,470欧元                | 2021年                   |
| 普通职员人均月收入                               | 2,005欧元                | 1,801欧元                | 2021年                   |
| 贫困率                                           | 11%                      | 14.5%                    | 2020年                   |
| 青壮年（15至64岁）失业率                         | 10.5%                    | 7.4%                     | 2020年                   |
| 征税家庭数量占比                                 | 62.9%                    | 45.5%                    | 2020年                   |
| 家庭年均纳税                                     | 6,987欧元                | 4,393欧元                | 2022年                   |
| 资料来源：INSEE、L'Internaute、Le Journal du Net |                          |                          |                          |

## 社会事务

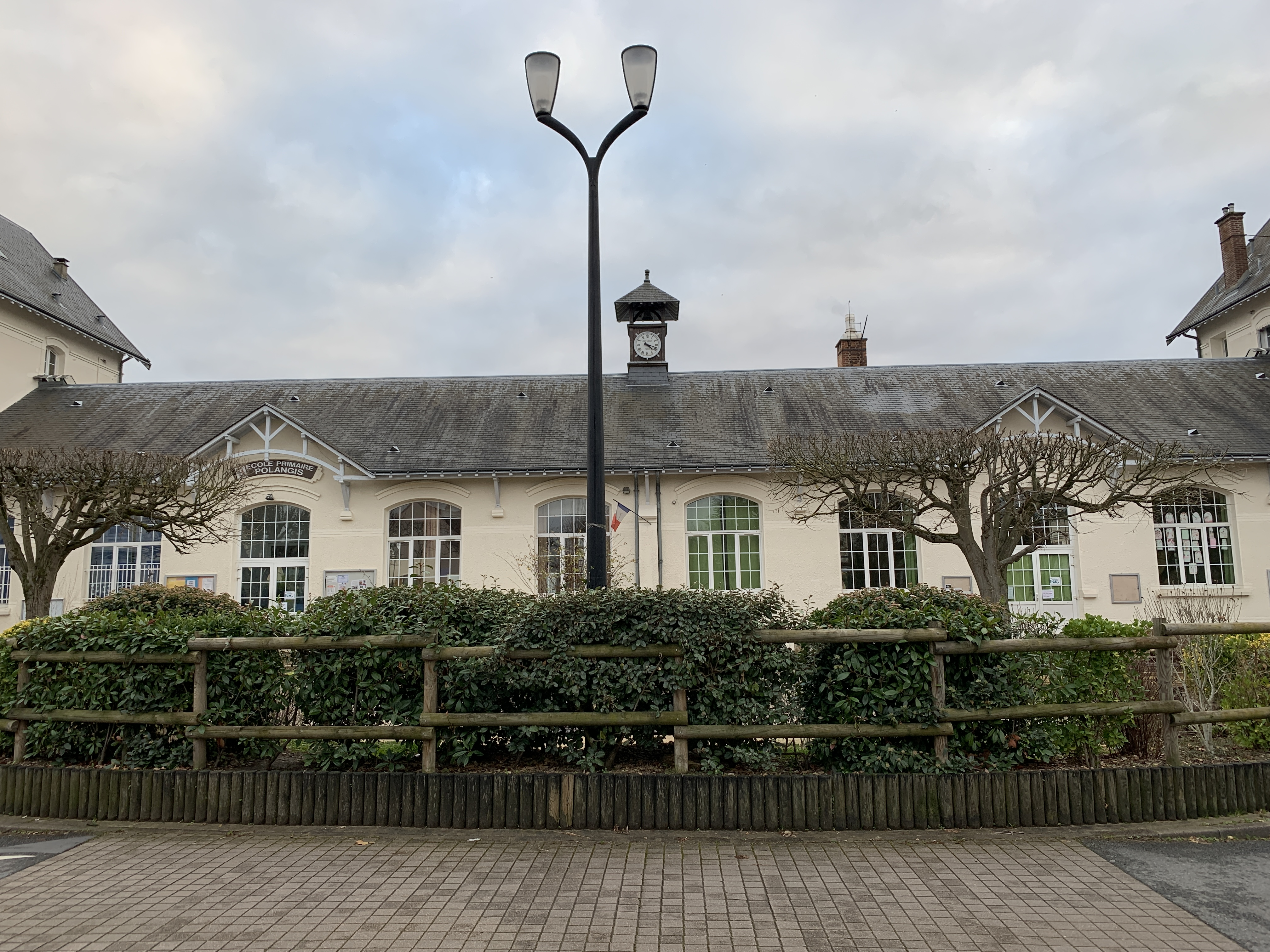
茹安维尔勒蓬境内的一所小学

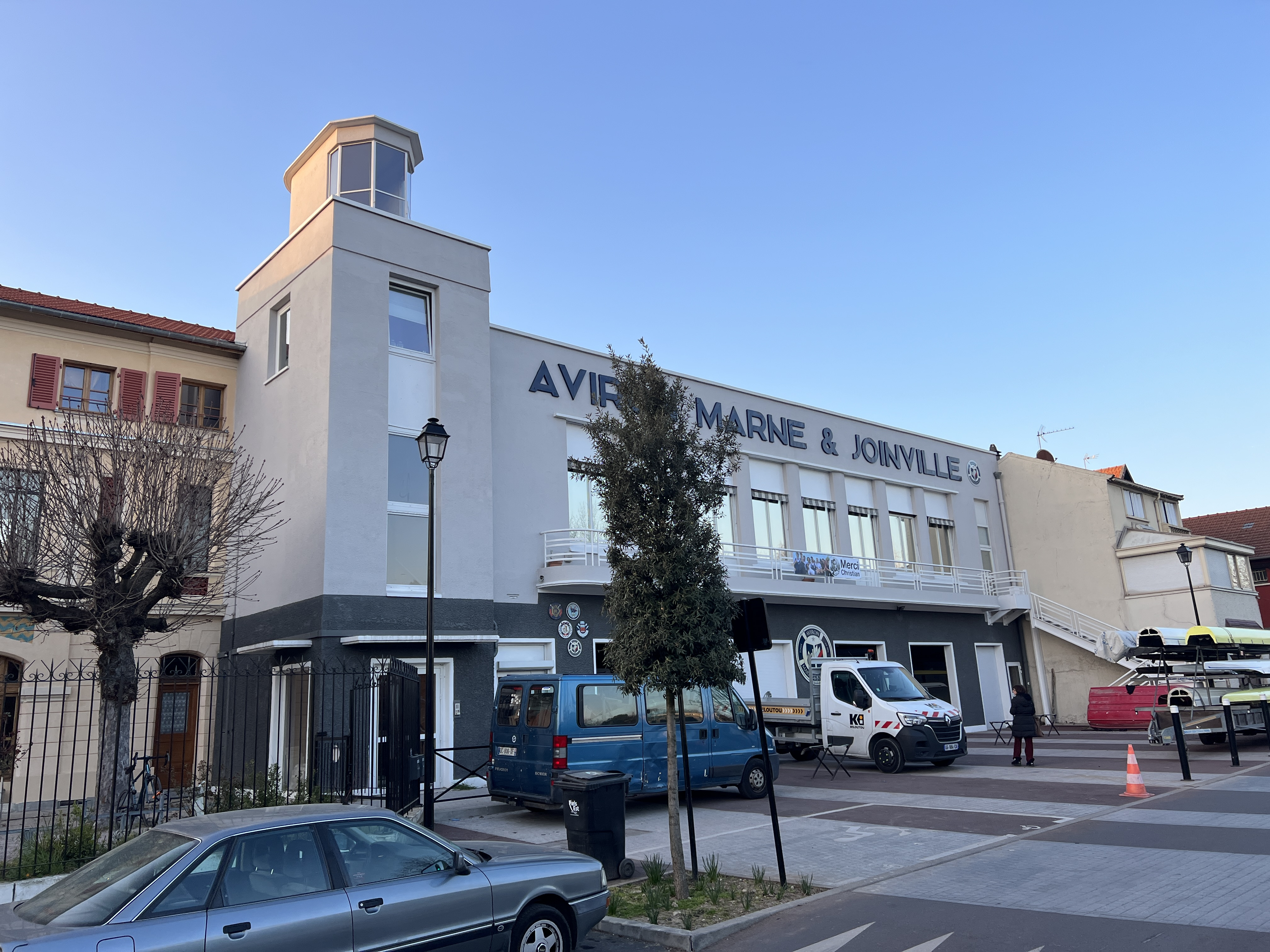
皮划艇体育馆

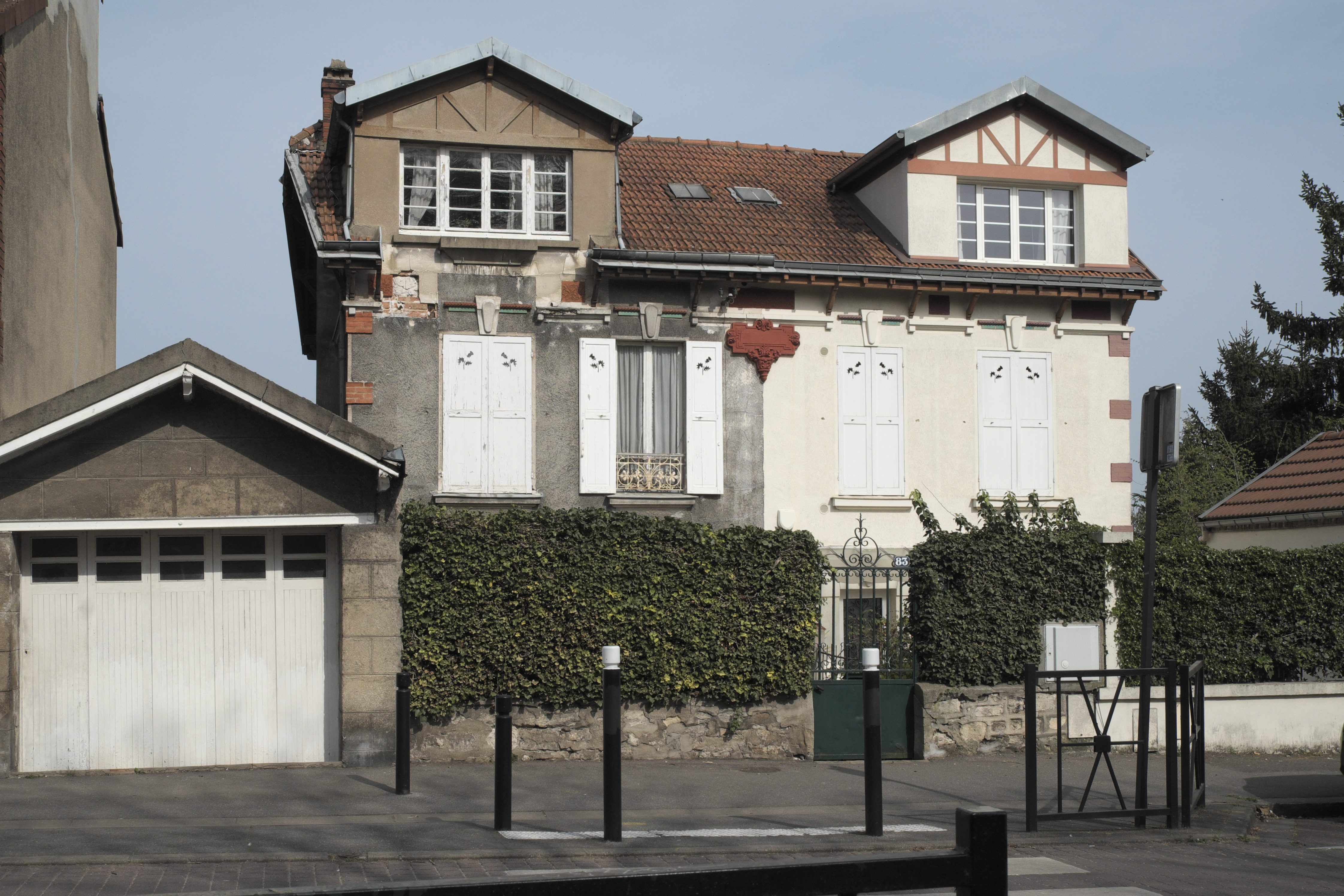
一处传统民居

### 教育
茹安维尔勒蓬属于克雷泰伊学区。截至2021年1月1日，茹安维尔勒蓬境内共有3所幼儿园、6所小学、3所初级中学、1所普通高中和2所职业高中。2022至2023学年度，茹安维尔勒蓬境内共有在校中等教育阶段学生939名。

### 医疗
截至2021年1月1日，茹安维尔勒蓬境内共有全科医生13名、保健师20名、牙医12名、护士9名、眼科医生3名、皮肤科医生2名、助产士2名、儿科医生1名和妇科医生3名。境内共有药房5家、养老院4家、残疾人帮扶中心2家。
距离茹安维尔勒蓬最近的区域性医疗机构为亨利·蒙多大学中心医院，该院是巴黎公共医疗集团的成员，其主病区亨利·蒙多医院（Hôpital Henri-Mondor）位于克雷泰伊市区，距离茹安维尔勒蓬市区的正常车程约12分钟，该院设有床位806个，是马恩河谷省规模最大的公立综合性医院。

### 住房
2020年，茹安维尔勒蓬境内共有各类住房9,399套，其中23.6%为独立式住宅，74.9%为集中式住宅。常住房屋占茹安维尔勒蓬市镇范围内居民建筑总量的92.7%。
在住房保障政策方面，2022年，茹安维尔勒蓬境内共有1,223户家庭获得了住房经济补助，受益人数占总人口数量的6.0%，其中1,210份为房租补助。

### 商业
2021年，茹安维尔勒蓬境内共有各类实体商铺293家，其中餐厅44家、大型超市4家、杂货店5家、面包房10家、肉铺6家、书店3家、装饰品店2家、银行门店9家、美容美发店17家、汽车维修店9家。茹安维尔勒蓬镇中心建有一家Monoprix商场，马恩河左岸的波朗日街区内则有家乐福Market、Picard、Franprix等超市。

### 体育
2021年，茹安维尔勒蓬境内共有3间体育馆、1处网球场、1处马术场以及2处篮球或排球场。
截至2024年6月，茹安维尔勒蓬境内共有三家注册足球俱乐部。茹安维尔勒蓬竞技俱乐部（Racing Club de Joinville，编号537053）是当地的代表性足球队，成立于1985年，其主队2024至2025赛季参加马恩河谷省足球联赛乙组（法国第十级别），其主场为位于圣莫里斯境内的让-皮埃尔·加尔谢里球场（Stade Jean-Pierre Garchéry）。

### 环境
茹安维尔勒蓬的环境事务由其所属的大巴黎都会区联合各级政府协调负责。2021年，茹安维尔勒蓬境内暂无污染企业。

### 治安
茹安维尔勒蓬及其附近的共4个市镇是马恩河畔诺让警区（zone police de Nogent sur Marne）的管辖范围。2020年，该警区累计记录各类案件4,702起，其中盗窃类案件2,801起，经济类案件565起，毒品交易类案件201起。

## 文化

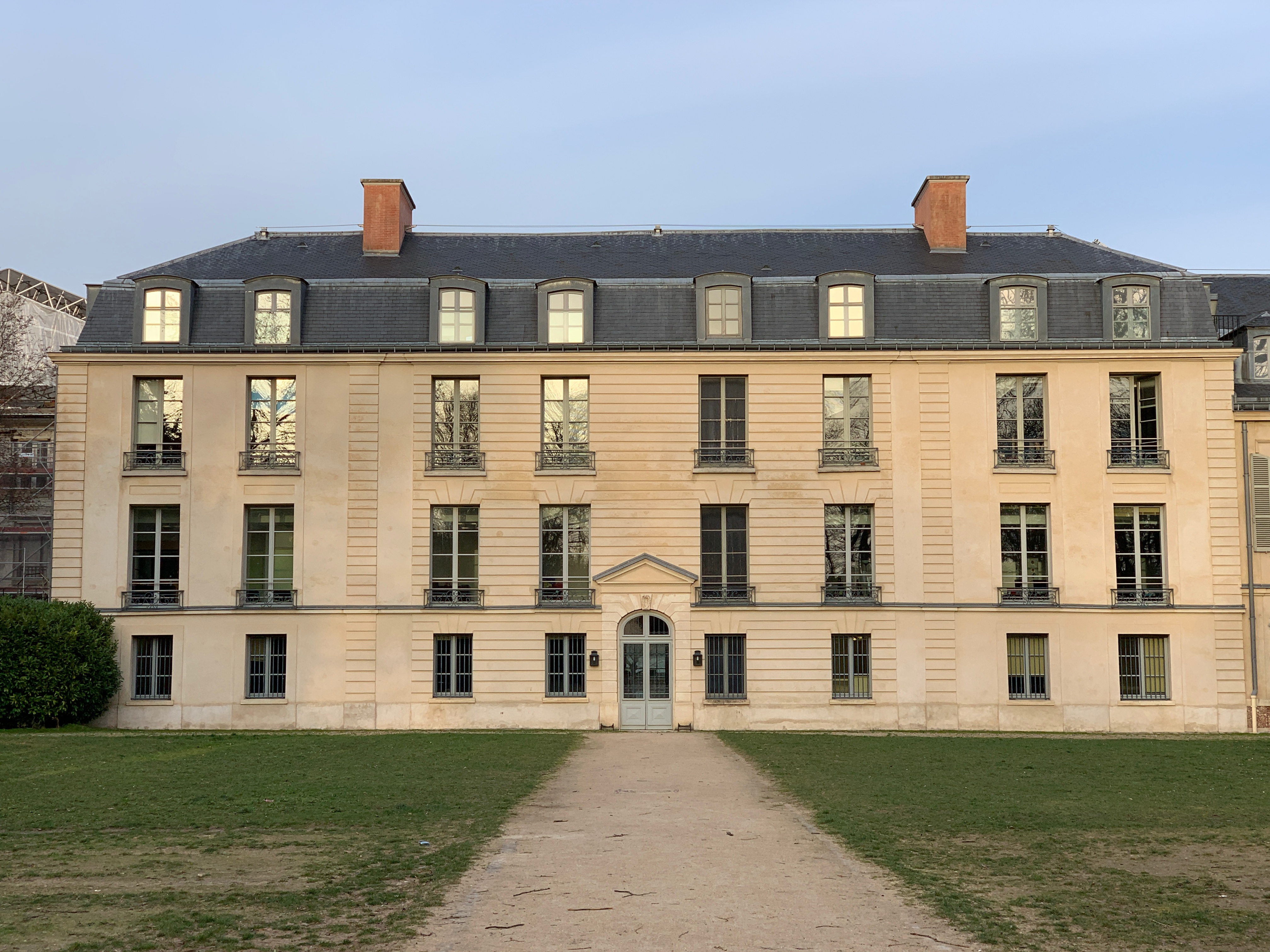
帕朗贡城堡

2021年，茹安维尔勒蓬境内共有1家电影院。茹安维尔勒蓬境内建有路易·阿拉贡市政图书馆（Bibliothèque Municipale Louis Aragon），每周二至六向公众开放。

### 建筑
茹安维尔勒蓬境内有多处历史建筑，其中帕朗贡城堡、茹安维尔录影棚等为法国国家文物保护单位，镇中心的圣夏尔博罗梅教堂是当地的一处地标性建筑物。

### 旅游
茹安维尔勒蓬的旅游事务由其所属的大巴黎都会区联合各级政府协调负责。2023年，茹安维尔勒蓬境内共有2家酒店共计126间房间。

### 媒体
法国主要的媒体均可在茹安维尔勒蓬接收，法国电视三台下属的法兰西岛大区频道在部分时段播出茹安维尔勒蓬所在马恩河谷省的地方新闻。《巴黎人报》、蓝色法兰西巴黎广播、BFM电视台法兰西岛频道等是当地主要的地方性媒体。

### 音乐
茹安维尔勒蓬因1963年法国演员安德烈·布尔维尔所演唱的《在茹安维尔勒蓬》而闻名。

## 相关人物
法国演员莫里斯·德费罗迪和抵抗运动成员利奥内尔·迪布赖出生于茹安维尔勒蓬。

## 友好城市
截至2024年6月，茹安维尔勒蓬共与四座城市建立了友好城市关系：
- 德国 贝吉施格拉德巴赫
- 英格兰 兰尼米德区
- 巴西 若因维利
- 葡萄牙 巴塔利亚